# Thomas Schmidt
Pour les articles homonymes, voir Schmidt.
Thomas Schmidt (né le 18 février 1976 à Bad Kreuznach) est un kayakiste allemand, champion olympique champion du monde, et triple champion d'Europe de sa discipline. Il pratique le slalom.

## Palmarès

### Jeux olympiques
- Jeux olympiques de 2000 à Sydney :
  -  Médaille d'or en K-1 slalom.

### Championnats du monde
- Championnats du monde de slalom (canoë-kayak) 2002 à Bourg-Saint-Maurice :
  -  Médaille d'or en K-1 par équipe.

- Championnats du monde de slalom (canoë-kayak) 2003 à Augsbourg :
  -  Médaille de bronze en K-1 par équipe.

### Championnats d'Europe
- Championnats d'Europe de slalom (canoë-kayak) 1996 à Augsbourg :
  -  Médaille d'or en K-1 par équipe.

- Championnats d'Europe de slalom (canoë-kayak) 1998 à Roudnice nad Labem :
  -  Médaille d'or en K-1 par équipe.

- Championnats d'Europe de slalom (canoë-kayak) 2002 à Bratislava :
  -  Médaille d'or en K-1 par équipe.

### Coupe du monde de slalom
- Vainqueur en 2001.